# Der General in seinem Labyrinth
Der General in seinem Labyrinth (spanisch El general en su laberinto) ist ein Roman des kolumbianischen Literatur-Nobelpreisträgers Gabriel García Márquez aus dem Jahr 1989.
Von Bogotá aus tritt Simón Bolívar, der Befreier großer Teile Südamerikas von Spanien, im Mai 1830 seine letzte Reise an. Auf dem Río Magdalena führt sie ihn hinab in das Dorf Soledad ganz in der Nähe des Karibischen Meeres. Bolívar stirbt am 17. Dezember des Reisejahres in dem Landhaus San Pedro Alejandrino – ein paar Kilometer landeinwärts von Santa Marta.

## Handlung
| Kapitel | Seite in der verwendeten Ausgabe | Zeit              | Ort                               |
| ------- | -------------------------------- | ----------------- | --------------------------------- |
| 1       | 11                               | 8. Mai            | Bogotá                            |
| 2       | 55                               | 1. Reisetag       | Facatativá, Guaduas               |
| 3       | 94                               | 15. Mai           | Honda, Puerto Real De La Cruz     |
| 4       | 135                              | 21. Mai           | Mompox, Zambrano                  |
| 5       | 176                              |                   | Turbaco                           |
| 6       | 218                              | 16. Juni          | Cartagena de Indias               |
| 7       | 257                              | 5. September      | Turbaco, Soledad                  |
| 8       | 300                              | November/Dezember | Soledad, Santa Marta, Alejandrino |

Die Vorgeschichte
Der Erzähler blickt zurück bis in die frühe Kindheit des Helden. Der dreijährige Simón hat daheim auf der Hacienda San Mateo bei Caracas einen Traum von einem gefräßigen Esel. Ein paar Jahre später liest der Junge unter Anleitung seines Lehrers Simón Rodríguez begierig ein Buch nach dem anderen. Als 19-Jähriger heiratet er María Teresa Rodríguez del Toro y Alayza. Das Glück währt nur kurz. Die junge Frau stirbt.
Der verwendeten Ausgabe hat Karin Schüller eine Chronologie „Simón Bolívar und seine Zeit. Historischer Abriß“ beigefügt. Rückblicke auf die vor der erzählten Zeit liegenden Lebensjahre 1783–1829 finden sich auch im Romantext zuhauf und verständlicherweise noch vielschichtiger als in dem Abriss. Aus der Fülle seien nur einige wenige herausgegriffen: 1819 flieht der spanische Vizekönig Juan Sámano, bepackt mit Goldschätzen der Ureinwohner, von Bogotá aus. Das Attentat vom 25. September 1828 auf Bolívar wird im Text mehrfach erwähnt; das erste Mal im ersten Kapitel.
In der erzählten Geschichte (siehe unten) ist Bolívar auf dem Wege ins Exil nach Europa, bleibt aber letztendlich im Lande. Keiner glaubt ihm 1830 seine Flucht aus Amerika, die er das erste Mal 1824 in Pativilca angedroht hatte. Nachdem ihm dort in der Einöde nördlich vom Lima sterbenselend gewesen war, hatte er sich aufgerafft und bei Junín und Ayacucho zusammen mit seinem Freund Generalfeldmarschall Sucre zwei entscheidende Siege im Kampf um die Befreiung Spanisch-Amerikas errungen. Am 20. Januar 1830 hatte Bolívar dann Ernst gemacht und auf der verfassungsgebenden Versammlung Sucre als seinen Nachfolger vorgeschlagen. Wahrscheinlich hatte er bei der Gelegenheit sich General Urdaneta zum Feind gemacht. Am 1. März hatte er Don Domingo Caycedo zu seinem Nachfolger bestimmt und sang- und klanglos den Regierungssitz verlassen. Bolívar hatte den jahrelangen Kampf gegen die Separatisten aufgegeben. Zum Beispiel wollte General Páez bereits 1827 Venezuela von Großkolumbien abtrennen.
Die Geschichte
Er habe keine Freunde mehr, behauptet Bolívar. Auch die Studenten Bogotás wollen von „Bolívars Idee der Integration“ der südamerikanischen Länder Venezuela, Kolumbien, Ekuador, Peru und Bolivien nichts mehr wissen. Der ehemalige Präsident von Bolivien, Kolumbien und Diktator von Peru trägt kein Rangabzeichen, als er Bogotá in Richtung Cartagena de Indias verlässt. In der Hafenstadt will er ein Schiff nach Europa nehmen. London wäre ein möglicher Zielhafen.
Das Geleit geben Bolívar eine überschaubare Schar von getreuen Berufssoldaten aus Venezuela. Das sind auf „Prinzenschulen erzogene kreolische Aristokraten“. Im Verlauf dieser letzten Reise Bolívars stellt sich heraus, die Altgedienten im Gefolge des Generals ertragen sogar die Niederlage – ihr Kriegsherr hat abgedankt. Obwohl – Verbitterung macht sich schon breit. Der General hat das gemeinsame Lebenswerk leichthin aufgegeben. Unerträglich wird allerdings die zunehmende Ungewissheit bei der Reise ins Nirgendwo dann doch.
Vor der endgültigen Abreise aus Bogotá hatte Bolívar noch seine Vertraute und Geliebte Manuela Sáenz empfangen. Er hatte die Tochter einer begüterten Kreolin und eines verheirateten Spaniers 1822 in Quito kennengelernt. Sie war zum Oberst in seinem Generalstab aufgestiegen. Unterwegs erfährt Bolívar, Manuela kämpft von Bogotá aus für die gemeinsamen Ziele weiter. Er nennt die Kämpferin seine „liebenswerte Närrin“. Neben Manuela hatte Bolívar mit unzähligen Frauen geschlafen und war kinderlos geblieben.
„Ich bin nicht mehr ich“, gesteht sich Bolívar ernüchtert ein, als ihn am Wege kaum einer erkennt. War er doch der bekannteste Mann in den oben genannten neuen südamerikanischen Republiken gewesen. Während er hier und da übernachtet, kommt es allerdings zu etlichen Begegnungen mit Honoratioren. Als bei solch einem Gespräch ein Vergleich seiner Person mit Napoleon naheliegt, wehrt er diesen ab mit dem Wort, er habe sich nicht krönen lassen. Auf der Flussreise magert Bolívar zwar ab, verfärbt sich grüngelb und muss mit hohem Fieber in seiner Hängematte liegenbleiben, doch manchmal rafft er sich auf. Als Bolívar zum Beispiel von Honda Abschied nimmt, tanzt er die Nacht durch.
Der Diener José Palacios bleibt vom ersten bis zum letzten Tag der Reise an der Seite des Generals. Der ehemalige Sklave, Sohn einer Afrikanerin und eines Spaniers, hat alle Schlachten Bolívars in vorderster Front mitgeschlagen. Der General trifft an seinem Wege auf Scharen von Landstreichern. Die sind aus seinem Heer entlassen und beklagen sich bei ihrem Heerführer. Bolívar rechtfertigt im Nachhinein alle erinnerten Opfer: „Die Einheit hat keinen Preis.“ Für manche Gegner ist die Abreise Bolívars in Richtung Europa Anlass, aus der Fremde heimzukehren. Nicht aber für Santander. Der ehemalige Freund und Vizepräsident Kolumbiens wartet vorsichtig in Europa ab. Am 2. März 1831 erfährt er in Florenz vom Tode seines Widersachers und nimmt sich noch ein halbes Jahr mit der Rückkehr Zeit. General Santander hat allen Grund zur Vorsicht. Als Mitwisser des Attentats vom 25. September 1828 auf Bolívar war er der Todesstrafe entronnen und mit Verbannung nach Paris begnadigt worden. Manuela war es gewesen, die Bolívar vor den angreifenden Attentätern gerettet hatte.
Hinter Zambrano kommt dem Flussreisenden Bolívar ein Dampfschiff des Kommodore Elbers entgegen. Der rührige Deutsche hat sein Wasserfahrzeug „El Libertador“ benannt. Bolívar liest den Schriftzug unter der Reling und ruft sich ins Gedächtnis: „Wenn ich denke, daß ich das bin!“ Endlich in Cartagena angelangt, stellt sich heraus, es liegt gerade kein Schiff zur Abfahrt nach Europa im Hafen und auf Bolívars Pass muss gewartet werden. Die Reisekasse des Generals ist leer geworden. Unterwegs war er gegenüber ehemaligen Angehörigen seines Heeres zu freigiebig gewesen. Unumwunden gesteht er dem Präfekten von Cartagena seine Notlage und bekommt prompt Geld. Von Cartagena aus korrespondiert Bolívar mit London. Drei der Honoratioren Cartagenas suchen den General auf und registrieren fassungslos, Bolívar ist geschrumpft. Vor den Besuchern macht sich Bolívar über seine Nachfolger im Präsidentenamt lustig. Im Gespräch der hohen Herren wird Marschall Sucre erwähnt. Der überaus kundige Erzähler redet an der Stelle dazwischen: Sucre befände sich gerade auf dem Wege von Bogotá nach Quito. Über den ganzen Roman hinweg stellt sich heraus, dass das Wort Bolívars von den abhandengekommenen Freunden (siehe oben) sich als Übertreibung erweist. Zumindest in Sucre hat er einen wahren Freund behalten. Der gerät auf seiner genannten Reise am 4. Juni im Wald von Berruecos in einen Hinterhalt und wird ermordet. Als sich die Gäste aus Cartagena verabschieden, schnappt Bolívar ein geflüstertes Wort auf, nach dem er schon wie ein Toter aussähe. Doch der vermeintlich Tote hatte sich gegen Ende der Gespräche noch ziemlich lebendig geäußert, er bedauere die Rebellion gegen die Spanier. Denn eine Rebellion zöge die nächste nach sich – ein Vorgang, offenbar ohne Ende.
Der 22. Juni ist ein Glückstag. Bolívar hält seinen Pass mit der Ausreisegenehmigung in den Händen. Das Gefühl der Freiheit wird beim Anblick der heruntergekommenen Stadt Cartagena gedämpft. Der General verflucht die zu teuer bezahlte „Scheißunabhängigkeit“ von Spanien. Bolívar wird von den Getreuen zum Bleiben genötigt. Denn General Urdaneta habe einen Staatsstreich vor. Auf die Nachricht vom Tode Sucres hin spuckt Bolívar Blut und will nicht mehr nach Europa. Als General Páez Venezuela tatsächlich von Großkolumbien abtrennt, schickt Bolívar 2000 Mann gegen den Separatisten los. Bolívars Truppe kommt nicht weit. Das Kriegsglück hat den großen Feldherren von einst verlassen. Urdaneta kommt am 5. September zur Freude von Manuela tatsächlich an die Macht und bietet Bolívar den Präsidentensessel der Republik Kolumbien an. Bolívar lehnt ab. Mit einem Staatsstreich will er nicht an die Macht gelangen. Als der General mitansehen muss, wie Großkolumbien auseinanderfällt, möchte er doch noch reisen. In Jamaika werde er geliebt, so meint er. Einer seiner Ärzte will die Lunge kurieren, empfiehlt dem Todkranken Luftveränderung und bewegt ihn zu einer Reise in die Ausläufer der Sierra Nevada auf eine Zuckerrohrplantage in La Florida de San Pedro Alejandrino. Bolívar nimmt den Seeweg über Santa Marta. Chronische Malaria diagnostiziert der andere Arzt. Von den Schmerzen sucht der Sterbende Ablenkung mit Blicken auf die schneebedeckten Sierra-Gipfel. Der Geruch heißer Melasse erinnert Bolívar an die Zuckerrohrplantage daheim in San Mateo bei Caracas. So verfügt er, seine sterblichen Überreste sollen nach Venezuela überführt werden und stirbt am 17. Dezember.

## Zitate
- Bolívar: „Niemand ist liberaler als ich.“[24]
- Kurz bevor Bolívar stirbt, klagt er: „Wie komme ich aus diesem Labyrinth heraus!“[25]

## Form und Interpretation
Bolívars qualvoller Abschied von der großen Idee der Freiheit in der Einigkeit ganz Südamerikas wird mit einer Flussreise symbolisiert; durch einen Abstieg vom kolumbianischen Hochland an den Atlantik; gleichsam als hadernder Abgesang auf ein entbehrungsreiches Kämpferleben vorgetragen.
Der Name des Helden wird im ganzen Buch nur einmal genannt: Simón José Antonio de la Santísima Trinimas Bolívar y Palacios. Sonst ist stets vom General die Rede. Erwähnt sei noch die einmalige Nennung des Vaters Oberst Juan Vicente Bolívar. Dem Vater war mehrfach die Vergewaltigung von Personen aus dem Hausgesinde vorgeworfen worden. Dann ist noch von Bolívars „afrikanischem Blut“ die Rede. Ein Ururgroßvater väterlicherseits hatte mit einer Sklavin einen Urahnen des Generals gezeugt.
José Palacios, der treue alte Diener des Generals, äußert mehrfach: „Was mein Herr denkt, weiß nur mein Herr.“ Demnach gibt sich der Erzähler zwar nicht allwissend, doch er behält den historischen Überblick. Zum Beispiel trennt sich Bolívar zu Beginn des zweiten der acht Kapitel von seiner Geliebten und Mitkämpferin Manuela Sáenz für immer. Fortan wird die Geliebte nur noch in Rückblenden erwähnt. Gegen Ende des letzten Kapitels teilt der Erzähler dem Leser schnell noch das Ende der Geliebten mit. Manuela Sáenz wird neunundfünfzig und stirbt an der Pest. Ihre Hütte wird – mit unersetzlichen Briefen Bolívars darin – von der Gesundheitspolizei angezündet. Der Erzähler gestattet sich weitere Blicke in die Zukunft. Obwohl der Roman mit dem Tode des Helden im Jahr 1830 endet, wird die knappe Schilderung der Santander-Episode (siehe oben) auf 1831 ausgedehnt.
Es existieren zwei Erzählebenen – oben im Kapitel „Handlung“ dieses Artikels mit Die Geschichte und Die Vorgeschichte benannt. Der Erzähler wechselt andauernd aus der Geschichte in die Vorgeschichte. Beim unaufmerksamen Lesen können beide Ebenen manchmal nicht auseinandergehalten werden, weil sie weder durch Tempus noch durch sonstige Stilmittel angezeigt werden.
Gelegentlich erfreut den Leser der eine oder andere poesievolle Einwurf – zum Beispiel: „Das Licht war goldenes Mehl,…“ Oder – ein Glas voll Leuchtkäfer in der Hand eines Einheimischen leuchtet diesem des Nachts heim.

## Rezeption
- Ploetz[34] widmet dem Roman das letzte Kapitel ihrer García-Márquez-Biographie. Bolívar sei mit seinem Traum von der amerikanischen Einheit gescheitert, weil weder das Bürgertum in den Spanisch sprechenden Ländern noch die Mächtigen in den übrigen Ländern seinerzeit an einem solchen Amerika interessiert gewesen wären. 1830 habe Bolívar vom kolumbianischen Kongress den Laufpass bekommen. In dem Roman werde der Protagonist mit sich selbst, also mit der Legende vom Helden, konfrontiert. Bolívar habe sich vor der festen Bindung mit einer geliebten Frau gefürchtet. Das Rütteln am Sockel des Bolívar-Monuments sei García Márquez nicht nur in Lateinamerika übelgenommen worden. Zudem habe die Überbetonung der Historie dem Roman geschadet.
- García Márquez habe als Siebenjähriger die Hacienda, auf der Bolívar starb, aufgesucht.[35] Saldívar, der sich bezüglich des Romans in seinem Buch übermäßige Zurückhaltung auferlegt, interpretiert den Río Magdalena im Text als „den Fluß des Todes und der Zerstörung“.[36]

## Übersetzungen
Das Buch wurde noch im Erscheinungsjahr ins Arabische, Deutsche, Schwedische und Portugiesische übersetzt. In den Jahren 1990 bis 2000 folgten Übertragungen ins Französische, Türkische, Baskische, Hebräische, Japanische, Persische, Ungarische, Italienische, Polnische, Chinesische, Niederländische, Rumänische, Vietnamesische und Albanische.

### Textausgaben
Verwendete Ausgabe
- Der General in seinem Labyrinth. Roman. Aus dem kolumbianischen Spanisch von Dagmar Ploetz. Kiepenheuer & Witsch, Köln 1989, ISBN 3-462-02013-7 (mit zwei Kartenskizzen von Erwin Butschan auf der vorderen und hinteren Innenklappe jeweils doppelseitig, textbezogen gezeichnet)

### Sekundärliteratur
- Dagmar Ploetz: Gabriel García Márquez. Rowohlt, Hamburg 1992, ISBN 3-499-50461-8.
- Dasso Saldívar: Reise zum Ursprung. Eine Biographie über Gabriel García Márquez. Aus dem Spanischen von Vera Gerling, Ruth Wucherpfennig, Barbara Romeiser und Merle Godde. Kiepenheuer & Witsch, Köln 1998, ISBN 3-462-02751-4.